# Хвощ великий (пам'ятка природи, Вишгородський район)
Хвощ вели́кий — ботанічна пам'ятка природи місцевого значення в Україні. Розташована на території Вишгородського району Київської області, поблизу міста Вишгород. 
Площа 2 га. Статус надано рішенням Київської обласної ради 6 сесії 23 скликання від 2 лютого 1999 року. Перебуває у віданні Вишгородської міської ради. 
Тут зростає одна з небагатьох на Київщині великих популяцій хвоща великого, що занесений до Червоної книги України. 